# Svartbröstad bergstjärna
Svartbröstad bergstjärna (Oreotrochilus melanogaster) är en fågel i familjen kolibrier.

## Utbredning och systematik
Fågeln förekommer i Anderna i Peru (Junín, Huancavelica, Áncash, Lima, Ayacucho). Den behandlas som monotypisk, det vill säga att den inte delas in i några underarter.

## Status
IUCN kategoriserar arten som livskraftig.